# Oudere linie Anhalt-Dessau
De Oudere linie Anhalt-Dessau (Duits: Ältere Linie Anhalt-Dessau) was een familietak van het vorstelijke Huis Anhalt. De vorsten van Anhalt behoorden tot de dynastie van de Ascaniërs. Aanvankelijk regeerde de linie over het kleine vorstendom Anhalt-Dessau in Midden-Duitsland. De linie ontstond in 1474 na de verdeling van het Vorstendom Anhalt-Köthen/Dessau dat in bezit was van de Sigismundische linie van het Huis Anhalt. In 1562 verenigden de vorsten uit de oudere linie Anhalt-Dessau heel Anhalt onder hun heerschappij. In 1606 verdeelden ze het vorstendom weer, zodat er vijf nieuwe takken binnen het Huis Anhalt ontstonden.

## Stamboom
- Ernst (1454-1516)
  Margaretha (1473-1530), dochter van Hendrik van Münsterberg
  - Johan IV (1504-1551)
  Margareta (1511-1577), dochter van Joachim I Nestor van Brandenburg
    - Karel (1534-1561)
    - Joachim Ernst (1536-1586)
1  Agnes (1540–1569), dochter van Wolfgang van Barby
2  Eleonora (1552–1618), dochter van Christoffel van Württemberg
      - 1 Anna Maria (1561-1605)  Joachim Frederik van Brieg (1550-1602)
      - 1 Elisabeth (1563-1607)  Johan George van Brandenburg (1525-1598)
      - 1 Sybilla (1564-1614)  Frederik I van Württemberg (1557-1608)
      - 1 Johan George I (1567-1618)
        -  Zie Huis Anhalt-Dessau

      - 1 Christiaan I (1568-1630)
        -  Zie Huis Anhalt-Bernburg

      - 2 Bernhard (1571-1596)
      - 2 Agnes Hedwig (1573-1616) 1  August van Saksen (1526-1586) 2  Johan van Sleeswijk-Holstein-Sonderburg (1545-1622)
      - 2 Dorothea Maria (1574-1617)  Johan III van Saksen-Weimar (1570-1605)
      - 2 August (1575-1653)
        -  Zie Huis Anhalt-Plötzkau

      - 2 Rudolf (1576-1621)
        -  Zie Huis Anhalt-Zerbst

      - 2 Johan Ernst (1578-1601)
      - 2 Lodewijk I (1579–1650)
        -  Zie Huis Anhalt-Köthen

      - 2 Anna Sophia (1584-1652)  Karel Günther van Schwarzburg-Rudolstadt (1576-1630)

    - Maria (1538–1563)  Albrecht X van Barby (1534-1586)
    - Bernhard VII (1540-1570)
    -  Elisabeth (1545–1574)  Wolfgang II van Barby (1531-1615)

  - George III (1507-1553)
  -  Joachim (1509-1561)